# 스페인의 동성결혼
스페인의 동성결혼은 2005년 7월 3일부터 법적으로 인정받고 있다. 2004년 총선에서 승리한 스페인 사회노동당 정부와 총리 호세 루이스 로드리게스 사파테로는 동성결혼을 허용하기 위한 캠페인을 벌였다. 많은 논쟁 끝에 동성결혼 법안은 2005년 6월 30일 스페인 의회를 통과하여 2005년 7월 2일 공포되었다. 동성결혼 허용법은 그 다음 날인 2005년 7월 3일부터 발효되었으며, 스페인은 네덜란드와 벨기에에 이어 세계에서 세번째로 동성결혼을 허용한 나라가 되었다. 캐나다는 스페인보다 17일 뒤에 동성결혼이 허용되었다.
당시 이미 유권자의 66%가 동성결혼에 찬성하고 있었음에도 격렬한 논쟁과 갈등이 야기되었다. 특히 스페인의 로마 가톨릭교회에서 반대가 가장 심했는데, 동성결혼이 기존 결혼의 의미를 퇴색하고 약화시킨다고 주장하였다. 또한 동성부부의 입양권에도 우려를 표명하였다. 스페인 전역에서 수천명의 동성결혼 반대시위와 지지시위가 일어났다. 동성결혼 법안이 의회를 통과하자 보수주의적 국민당은 헌법재판소에 위헌법률심판을 제청하였다.
스페인에서 동성결혼이 허용된 이후 첫해에 약 4,500쌍의 동성커플이 결혼하였다. 동성결혼을 인정하지 않는 국가의 국적자가 스페인 당국에 신고한 동성결혼의 법적 유효성에 의문이 제기되었으나, 법원 판결에 따라 국적과 관계없이 스페인 국내에서는 동성결혼 지위를 인정하기로 결정되었다. 스페인에서 결혼을 하기 위해서는 결혼 당사자 중 한 사람이 스페인 국적자이거나 두 당사자 모두 스페인에 합법적으로 거주 중이어야 한다.
스페인 국민당이 2011년 총선에서 승리하였으며, 국민당의 당수이자 총리 내정자인 마리아노 라호이는, 동성결혼에 반대하지만 해당 법을 뒤집는 권한은 헌법재판소에 있다고 밝혔다. 2012년 11월 6일 스페인의 헌법재판소는 동성결혼이 합헌이라고 판결내렸다. 이에 따라 마리아노 라호이 내각의 법무부 장관은 판결을 존중하며 법을 뒤집을 계획은 없다고 발표하였다.

## 반응
동성결혼 법안 통과는 교황 요한 바오로 2세, 그의 후계자인 교황 베네딕토 16세를 비롯한 가톨릭 권력의 우려에 부딪치게 된다. 가정평의회의 의회장 로페즈 트루히요 추기경은 가톨릭의 양심의 자유를 위해 교회를 긴급히 호출하며 법을 저지해달라고 호소하였다. 그는 결혼과 관련된 모든 직업 종사자들이 직업을 잃더라도 동성결혼을 반대해야 한다고 말했다.
동성애자 인권 지지자들은 가톨릭 교회가 교리적으로 이성간 비종교 결혼에도 반대해왔으면서 지금 동성결혼에 반대하는 것처럼 목소리를 내지 않았다고 주장했다. 가령 교회는 펠리페 황태자가 이전에 한번 결혼을 했다가 이혼한 레티시아 오르티스와 결혼하는 것을 반대하지 않았다. 스페인인의 80%가 자신을 가톨릭교의 일원으로 정체화하고 있지만, 교회는 법안을 저지할 수 있는 충분한 지지를 얻지 못했다. 사회학자들은 이것이 최근 몇년 간 교회가 특히 가족 문제에 영향을 끼쳐 왔던 개인권의 영역 안에 자유주의가 의미 있게 증가했기 때문이라고 추측한다. 설문에 따르면 스페인인의 4분의 3이 교회 계층이 사회적 현실에 이르지 못하고 있다고 믿고 있다. 또한 가톨릭 교회와 정치적으로 밀접한 관련이 있던 독재자 프란시스코 프랑코가 죽은 1975년 이후, 스페인인에게 미치는 교회의 영향이 줄어든 것이 이것의 원인일 수 있다.

## 통계

2008년 스페인의 동성결혼율
0.127–0.06
0.06–0.04
0.04–0.02
0.02–0.013

스페인 통계청에 따르면 2012년까지 총 27,357쌍의 동성 커플이 결혼을 한 것으로 집계되었다. 세부적으로 2005년에는 1,275건, 2006년에는 4,574건, 2007년에는 3,250건, 2008년에는 3,549건, 2009년에는 3,412건, 2010년에는 3,583건 2011년에는 3,880건, 2012년에는 3,834건으로 나타났다.
| 연도 | 남성커플 | 여성커플 | 동성결혼 합계 | 전체 결혼 | 동성결혼의 비율 % |
| ---- | -------- | -------- | ------------- | --------- | ----------------- |
| 2005 | 923      | 352      | 1,275         | 120,728   | 1.06              |
| 2006 | 3,190    | 1,384    | 4,574         | 211,818   | 2.16              |
| 2007 | 2,180    | 1,070    | 3,250         | 203,697   | 1.60              |
| 2008 | 2,299    | 1,250    | 3,549         | 196,613   | 1.81              |
| 2009 | 2,212    | 1,200    | 3,412         | 175,952   | 1.94              |
| 2010 | 2,216    | 1,367    | 3,583         | 170,815   | 2.10              |
| 2011 | 2,293    | 1,587    | 3,880         | 163,085   | 2.38              |
| 2012 | 1,935    | 1,520    | 3,455         | 168,556   | 2.05              |
| 2013 | 1,648    | 1,423    | 3,071         | 156,446   | 1.96              |
| 2014 | 1,679    | 1,596    | 3,275         | 162,554   | 2.01              |
| 2015 | 1,925    | 1,813    | 3,738         | 168,910   | 2.21              |
| 2016 | 2,188    | 2,132    | 4,320         | 175,343   | 2.46              |
| 2017 | 2,323    | 2,314    | 4,637         | 173,626   | 2.67              |
| 2018 | 2,358    | 2,512    | 4,870         | 167,613   | 2.91              |
| 2019 | 2,478    | 2,630    | 5,108         | 165,578   | 3.08              |

2011년 가장 많은 동성결혼이 이루어진 지역은 카탈루니아로, 886건의 결혼식이 있었으며 스페인 전국에서 거행된 전체 결혼식 중 3.33%에 해당한다. 기타 지역 별로 마드리드는 729건(2.91%), 안달루시아 484건(1.71%), 발렌시아 지방 436건(2.58%), 카나리아 제도 203건(3.60%)이다.

## 여론
2013년 5월 Ipsos의 여론조사에서 응답자의 76%가 동성결혼에 찬성, 그 외 13%가 시민결합을 지지한다고 밝혔다. 같은 해 Ifop의 조사에서는 71%의 스페인인이 동성커플의 결혼과 입양권을 지지한다고 답하였다.